# Terry Downes
Pour les articles homonymes, voir Downes.
Terry Downes est un boxeur britannique né le 9 mai 1936 à Paddington (Londres) et mort le 6 octobre 2017 à Londres.

## Carrière
Champion d'Angleterre des poids moyens en 1958 et 1959, Terry Downes échoue une première fois dans sa quête de titre mondial le 14 juillet 1960 face à l'Américain Paul Pender mais remporte à la surprise générale le combat revanche organisé à Wembley le 11 juillet 1961. Il perd finalement leur 3e combat le 7 avril 1962 puis un dernier championnat du monde des poids moyens contre Willie Pastrano le 30 novembre 1964 avant de mettre un terme à sa carrière.
En 1965, il a joue « Chunky le boucher », dans le film Sherlock Holmes contre Jack l'Éventreur 
En 1967, il a joué, dans le film Le Bal des vampires de Roman Polanski, il y interprète Koukol, un esclave bossu.
Il est l'oncle du footballeur et entraîneur Wally Downes.